# Erhan Bakır
Erhan Bakır (ur. 10 kwietnia 1982) – turecki zapaśnik walczący w stylu wolnym. Zajął osiemnaste miejsce na mistrzostwach świata w 2013. Triumfator igrzyskach śródziemnomorskich w 2013. Szósty w drużynie w Pucharze Świata w 2008. Mistrz Europy juniorów w 2002. Mistrz świata kadetów w 1998 i 1999 roku.